# متلازمة فروين
متلازمة فروين هي وجود اصفرارٍ، وارتفاعٍ في مستوى البروتين، وتجلطٍ ملحوظ في السائل الدماغي الشوكي (CSF). تحدثُ بسبب تهيجٍ في السحايا (مثل التهاب السحايا) وانسداد تدفق السائل الدماغي الشوكي بواسطة كتلةٍ ورمية أو خراج. يُسهل ركود السائل الدماغي الشوكي في الحويصلة الغمدية النضح من الورم نفسه، بالإضافة إلى تنشيط عوامل التجلط. كان سابقًا يُستخدم فحصٌ سريريٌ لتقييم التضيق الشوكي ويُسمى مناورة كويكنشتيد. حاليًا، يستعمل التصوير بالرنين المغناطيسي لتحديد انسداد تدفق السائل الدماغي الشوكي، وعادةً ما يُظهر استطالةً في الارتخاء الشبيكي-التدويمي (T1) والارتخاء التدويمي-التدويمي (T2) في السائل النخاعي الشوكي ليكون أسفل موقع الانسداد. سُميت هذه المتلازمة نسبةً إلى الطبيب الفرنسي جورج فروين (1874-1932) الذي وصفها لأول مرة.